# Farruko
Carlos Efrén Reyes Rosado (n. 2 mai 1991), mai bine cunoscut sub numele său de scenă Farruko, este un cântăreț și compozitor portorican. A devenit faimos în colaborarea cu artiști grea, cum ar fi Daddy Yankee, Jory și J Alvarez. El a devenit proeminent cu albumul său de debut, El Talento Del Bloque.
Farruko a fost nominalizat la Premiul Grammy Latin pentru cel mai bun album de muzică urbană în 2012.  În 2014 a fost nominalizat de două ori pentru Premios Juventud pentru piesa "6 AM" cu J Balvin și pentru cea mai bună interpretare urbană și cea mai bună melodie urbană la cel de-al 15-lea premiu Grammy Latin.

## Carieră
Farruko și-a început cariera în 2009. El îi recunoaște meritele lui Myspace în ceea ce privește debutul carierei sale, pentru că l-a ajutat să creeze o bază de fani care, în cele din urmă, l-a făcut să devină un cântăreț popular. Muzica lui este îndreptată spre tineri și relații. El are propria linie de îmbrăcăminte în Carbon Fiber Music Inc.

## Tururi
- 2010-2011: El Talento Del Bloque Tour
- 2012: TMPR Tour
- 2013: El Imperio Nazza Farruko Edition Tour
- 2015: Los Menores Tour Bus
- 2016: Visionary World Tour
- 2017: TrapXFicante Tour

## Discografie

### Albume
- 2010: El Talento Del Bloque
- 2012: The Most Powerful Rookie
- 2013: El Imperio Nazza
- 2014: Farruko Presenta: Los Menores
- 2015: Visionary
- 2017: TrapXficante
- 2018: Gangalee
- 2019: En Letra De Otro

### Single
- 2009: "No Me Atrevo"
- 2009: "Cositas Raras"
- 2009: "Cositas Raras (Reggaeton Remix)" (featuring Ñengo Flow)
- 2009: "El Reloj No Se Detiene" (featuring Kendo Kaponi)
- 2009: "Party Bus" (featuring Kelmitt)
- 2009: "Bla Bla Bla"
- 2009: "La Ducha"
- 2010: "Apaga La Luz"
- 2011: "Conmigo No Pueden"
- 2012: "Me Voy"
- 2012: "Desenmascarando Un Lobo"
- 2012: "Prospero Año Nuevo"
- 2013: "Prospero Año Nuevo 2"
- 2014: "El Exorcista"
- 2014: "Baby Si Tu" (featuring Ken-Y)
- 2014: "Dicen Que El Amor" (featuring Miguelo and Big Lou)
- 2014: "Mordios A La 321" (featuring Benny Benni, Pusho, Franco El Gorilla, Pacho and Cirilo, Miky Woodz)
- 2014: "Si No Te Tengo" (featuring Tony Dize)
- 2015: "Bye Bye"
- 2015: "Sunset"
- 2015: "Chapi Chapi"
- 2015: "Coscu vs Farruko The 24/7"
- 2015: "Papi Champù"
- 2015: "Te va a doler"
- 2015: "Visionary"
- 2015: "Sunset" (featuring Shaggy, Nicky Jam)
- 2015: "Obsesionado"
- 2016: "Chillax" featuring Ky-Mani Marley)
- 2017: "Don't Let Go"
- 2017: "Krippy Kush" (featuring Bad Bunny)
- 2017: "TrapXficante"
- 2017: "TrapXficante (RIP Almighty)"
- 2018: "Mi Forma de Ser"
- 2018: "Fuego" (featuring El Micha)
- 2020: "La Tóxica"

Featured on	Edit
- 2010: "Fichurear" (Baby Rasta y Gringo)
- 2010: "Open Bar" (Trebol Clan)
- 2011: "Si Tú No Estás" (Cosculluela)
- 2011: "2 Amigas (Remix)" (Galante, Guelo Star and Ñengo Flow)
- 2011: "Dile Ya" (Gaona)
- 2012: "No Demores" (J Alvarez)
- 2012: "Llegamos A La Disco" (Daddy Yankee)
- 2012: "Exploción" (J Alvarez, Daddy Yankee)
- 2012: "Alegras Mi Vida" (Flex)
- 2013: "Esto Es Reggaeton" (J Alvarez)
- 2013: "Como El Viento" (Juan Magan)
- 2013: "6 AM" (J Balvin)
- 2013: "Donde Es El Party" (Daddy Yankee)
- 2014: "El Combo Me Llama Remix" (Benny Benni, Pusho, Cosculluela, Daddy Yankee)
- 2014: "Suena La Alarma" (Daddy Yankee)
- 2014: "Bum Bum Remix" (Cosculluela, Franco El Gorilla)
- 2014: "Igual Que Yo" (Kelmitt)

2014: "Cuidao Con Mi Mujer" (Alexio La Bestia, Genio and Arcangel)
- 2014: "El Orgullo" (Alkilados)
- 2014: "En La Lenta" (Cosculluela)
- 2014: "Bronx Whine" (BB Bronx)
- 2014: "Soy Un Problema" (Daddy Yankee)
- 2014: "Experimentan La Perse" (Daddy Yankee)
- 2014: "Plakito (Remix)" (Yandel, Gadiel)
- 2014: "Los Reyes Del Malianteo" (Arcangel, De La Ghetto, Ñengo Flow and D. Ozi)
- 2014: "Nadie Tiene Que Saber" (El Boy C)
- 2014: "La Calle Me Llama" (Yandel, Ñengo Flow and D. Ozi)
- 2014: "Te Sirvo De Abrigo" (Ivy Queen)
- 2014: "Amor Prohibido (Remix)" (Baby Rasta and Gringo)
- 2014: "La Calle Me Hizo" (Daddy Yankee, Nicky Jam, Benny Benni, Ñejo, J Alvarez, Gotay, Baby Rasta, and Cosculluela)
- 2015: "Me Despido (Remix)" (Jaycob Duque)
- 2015: "Esta Noche (Remix)" (Justin Quiles)
- 2015: "G-Love" (Booba)
- 2015: "Me Voy Enamorando" (Chino Y Nacho)
- 2015: "Pierdo La Cabeza Remix" (Yandel, Zion & Lennox)
- 2015: "Bonita Bebe" (Kanti Y Riko)
- 2015: "Hasta Que Salga El Sol" (DJ Chino, Mohombi)
- 2015: "Si Tu Novio No Te Llama" (Elvis Crespo)
- 2015: "Se Feliz" (Aramis)
- 2015: "Ojitos Remix" (El Potro Alvares, Sixto Rein)
- 2015: "Te Sirvo De Abrigo" (Ivy Queen)
- 2017: "Te Va A Doler" (Rolf Sanchez)
- 2017: "Ganas Locas" (Prince Royce)
- 2017: "Quiereme" (Jacob Forever)
- 2020: Pa' Morir Se Nace (Remix), (cu Pacho El Antifeka, Cosculluela ft. Wisin, Juanka).